# قضاء الحمزة
الحمزة الشرقي هو أحد الاقضية التابعة لمحافظة القادسية (الديوانية) جنوب العراق.

## التسمية
يعود سبب تسميتها إلى مرقد أحمد الغريفي البحراني المعروف بالإمام الحمزة المدفون في القضاء، والذي يقع على ضفاف أحد فروع نهر الفرات.

## الموقع الجغرافي
يقع قضاء الحمزة على مسافة 28 كم جنوبي مدينة الديوانية، وحوالي 175 كم عن العاصمة بغداد، يحده من الجنوب قضاء الرميثة ومن الشمال قضاء الديوانية ومن الشرق قضاء غماس ويتبع له ناحية السدير وناحية الشنافية. ويمتاز باراضيه الزراعية ويقطعه نهر الديوانية (شط الديوانية) وهو أحد افرع نهر الفرات في وسط القضاء ليقسمه إلى قسمين الصوب الأول ويقع فيه مركز المدينة والصوب الثاني.

## النواحي والقرى والاحياء
يضم عدد من القرى والنواحي فأنه يضم ناحية السدير (13 كيلو متر عن مركز القضاء) وناحية الشنافية التي تبعد عنه (30 كيلو متر) ويضم أيضًا قرى ومناطق زراعية مثل «الشوفة» (4 كيلو متر) وايضًا منطقة «الطابو» (1.5 كيلو متر) ومنطقة «ال مرسول» فيما يكون مركز القضاء الأكثر نسبة سكانية مما ادى إلى تعدد الأحياء منها الحي العسكري وحي الزهور وحي الكرامة وحي الوائلي والطرف الشرقي والطرف الغربي (الكوام الشرقي والكوام الغربي) وحي الحسين وحي الإمام الحمزة.

## السكان
بلغ تعداد سكان القضاء 260 الف نسمة حسب تعداد عام 2015، وسكانها ينتمون إلى العشائر العربية المعروفة مثل: الخزاعل، الجبور، الاميال،بني سلامه، بني عارض، الاكرع، الصراف، المگوطر، الحسيني، الصافي، العياش، وتتركز في القضاء غالبية شيوخ عشائر الفرات الأوسط.

## الاماكن السياحية
يقع في قضاء الحمزة الشرقي مرقد أحمد الغريفي البحراني الملقب بـ (الحمزة) بالإضافة إلى ولده المنصور بن السيد احمد الغريفي على مقربةً منه.

## التاريخ
كانت تسمى سابقًا بـ (اللملوم) في العهد العثماني أستحدثت بصفتها ناحية عام 1934 م.ثم أصبحت قضاء عام 1974 م. احتلت مدينة الحمزة الشرقي مركزاً حضريًا ذا أهمية بعد خراب مدينة الكوفة على يد عرب خفاجة قبل نهاية العصر العباسي الأخير وكان تأسيس هذه المدينة قد تم خلال القرن الرابع عشر الميلادي وقد كانت في القرن السابع عشر الميلادي بلدة صغيرة تقع على نهر ذياب نهر (الديوانية الحالي) ويطلق على هذا النهر تسمية نهر السيل في المصادر وهو متفرع من الضفة الشرقية لنهر الفرات (فرات الرماحية) وكان هذا التفرع قد تم سنة 1688م - 1100هـ وتوالى عليها الزمن وفتك الطاعون فيها سنة 1831 م  وقبل ذلك كانت الحرب المدمرة من قبل السلطة العثمانية المحتلة ثم دب الضعف فيها فهجرها سكانها إلى مراكز أخرى مجاورة لها.وكما ان اهالي المدينة عانوا الكثير من الظلم والاضطهاد منذ العهد العثماني، حيث رفضوا دفع الضرائب المفروضة عليهم، وجهز الوالي العثماني (عمر باشا) جيشًا كبيراً تقدم نحو المدينة، فاشعلوا النار في البلدة وقتلوا رؤساء العشائر، وبعدها جاء الاحتلال الإنكليزي الذي سار على النهج نفسه فهجرها أهلها جميعًا. وبعد مضي حوالي عشرين عامًا عاد اليها قسم من أبنائها واسسوا مدينتهم الحالية التي تسمى (الحمزة الشرقي) 